# Walkerana muduga
Walkerana muduga — вид жаб родини Ranixalidae. Описаний у 2020 році.

## Назва
Вид названо на честь нечисленного народу мудугар — корінного народу штату Керала.

## Поширення
Ендемік Індії. Відомий лише у типовому місцезнаходженні — схили гори Елівай-Малай на плоскогір'ї Палаккад в Західних Гатах.

## Опис
Тіло завдовжки до 4,5 см. Тіло світло-коричневе з чорними плямами на спині та чорними смугами на ногах. Через око проходить чітка чорна смуга. Горло жовтувато-коричневе. Живіт блідо-сірий.